# Kärleken (Ann-Cathrine Wiklander-sång)
Kärleken, är en låt framförd av Ann-Cathrine Wiklander med text och musik av Berth Bengtsson från 1993 som släpptes som singel. Låten låg Svensktoppen i femton veckor mellan 14 augusti och 20 november 1993 med första placering som bästa placering. Låten är det åttoende låten på albumet Ann-Cathrine Wiklanders från 1995.

### Fotnoter
1. ↑  https://smdb.kb.se/catalog/search?q=Kärleken+wiklander&sort=OLDEST
2. ↑  ”Arkiverade kopian”. Arkiverad från originalet den 5 februari 2018. https://web.archive.org/web/20180205001041/https://www.nostalgilistan.se/ann-cathrine-wiklander-612/karleken-1970. Läst 4 februari 2018.
3. ↑  https://smdb.kb.se/catalog/id/001507949